# Andrew Fire
Andrew Zachary Fire (Palo Alto, 27 de abril de 1959) é um biólogo e matemático estadunidense, professor de genética e patologia na faculdade de medicina da Universidade de Stanford, cargo que ocupa desde 2003.
Recebeu, conjuntamente com Craig Mello, o Nobel de Fisiologia ou Medicina de 2006, pela descoberta da interferência de ARN (RNA) e que foi publicada em 1998.

## Biografia
Fire cresceu em Sunnyvale, na Califórnia. Depois de se graduar no colegial, ingressou na Universidade da Califórnia em Berkeley onde recebeu seu diploma de Matemática em 1978, quando tinha 19 anos. Posteriormente, transferiu-se para o Instituto de Tecnologia de Massachusetts, onde recebeu seu doutorado em biologia (1983).
Mudou para Cambridge, Inglaterra, onde se tornou companheiro de Helen Hay Whitney. Lá se torna membro do Laboratório de Biologia Molecular da MRC, grupo liderado pelo Prêmio Nobel Sydney Brenner.
De 1986 a 2003, Fire esteve no Departamento de Embriologia da Carnegie Institution of Washington, em Baltimore.

## Publicações
- Nucleic acid structure and intracellular immunity: some recent ideas from the world of RNAi. Q Rev Biophys 2006; p. 1-7
- Fire A, Alcazar R, Tan F Unusual DNA structures associated with germline genetic activity in Caenorhabditis elegans. Genetics 2006
- Blanchard D, Hutter H, Fleenor J, Fire A A differential cytolocalization assay for analysis of macromolecular assemblies in the eukaryotic cytoplasm. Mol Cell Proteomics 2006
- Moreno-Herrero F, Seidel R, Johnson SM, Fire A, Dekker NH Structural analysis of hyperperiodic DNA from Caenorhabditis elegans. Nucleic Acids Res 2006; 34: 10: S. 3057-66
- Foehr ML, Lindy AS, Fairbank RC, Amin NM, Xu M, Yanowitz J, Fire AZ, Liu J An antagonistic role for the C. elegans Schnurri homolog SMA-9 in modulating TGFbeta signaling during mesodermal patterning. Development 2006; 133: 15: 2887-96 More